# Cyathodium smaragdinum
Cyathodium smaragdinum là một loài rêu trong họ Targioniaceae. Loài này được Schiffner ex Keissl. mô tả khoa học đầu tiên năm 1909.